# Kékhátú galambgomba
A kékhátú galambgomba (Russula cyanoxantha) az Agaricomycetes osztályának galambgomba-alkatúak (Russulales) rendjébe, ezen belül a galambgombafélék (Russulaceae) családjába tartozó faj. Nevével ellentétben kalapja gyakran nem kék, hanem inkább ibolyás vagy zöldes színű. Jellemző rá a fehér tönk, fehér lemez, húsa pattanva törik. Kalapszínében megtalálható a lila és zöldes színárnyalat, húsa vastag és merev, lemezei pedig – a legtöbb galambgombával ellentétben – nem töredezők. Népies nevén: galambica.

## Jellemzői
Kalapja eleinte félgömb alakú, domború, majd lapos, 5–15 cm nagy, vastag húsú. Közepe mindig bemélyedő, széle aláhajló, majd öregen kiterülő, hullámos. Felszíne nedves-síkos, később száraz és sugarasan ráncos. Színe változó, mivel megtalálhatóak rajta a lila, kékes, zöldes, sárgásszürke, gyakran felhősen foltosan tarka színek. Fiatalon inkább szürke, később kékeslilára, illetve galambszínűre változik. Többnyire a liláskék és a szürkészöld szín egyidejűleg látható rajta. Felülete finoman, hálózatosan ráncos.
A lemezek közepesen sűrűn állók, kissé lefutók, illetve vastagabbak. Ellentétben minden más galambgombával, érintésre nem törnek szét üvegszerűen, hanem puhán, rugalmasan elhajlanak.
A tönk zömök, vastag, hengeres, feltűnően merev, hosszant ráncolt. 5–10 cm hosszú, 1,5–4 cm vastag, fehér, de néha ibolyásan árnyalt. Húsa fehér, merev, pattanva törő, elvágva nem színeződik. Nyersen is kellemes dió ízű és szagú. Spórapora fehér; 7-9 × 5-6 µm, elliptikus, izoláltan tüskés.

## Előfordulása
Lomberdők talaján egyesével, sokszor nagy mennyiségben terem a fák alatt, mivel mikorrhizás gomba. Nyáron és kora ősszel terem. A nyári szárazabb időben is mindenfelé a gyakori lombos és fenyőerdőkön kívül, a síkvidéktől a hegységekig megtalálható ez a gombafaj.

## Felhasználása
Jóízű, ehető gomba. Sokféleképpen elkészíthető, de mint minden galambgomba, vegyes gombás ételben a legfinomabb. A kalap tepsiben sütve (mint a keserűgomba) kitűnő csemege, de jól használható levesbe és salátának is. A galambgombák különösen alkalmasak szárításra, szépen, gyorsan és jól száradnak, színüket is megtartják. A szárított galambgomba könnyen megdarálható gombapornak. Ropogós, merev húsuk konzerválásra is alkalmas.
Kivonatai erős antioxidáns tulajdonságot mutattak, ezen kívül antimikrobiális és gombaellenes hatásai is vannak.

## Hasonló fajok
Más gombák közül csak a többi galambgomba lehet hozzá hasonló. A kisebb termetű, ibolyás vagy lila kalapú törékeny galambgomba – amely feltűnően törékeny, morzsolódó és égetően csípős ízű – nagyon hasonlít a kékhátú galambgombához, úgy mint a fenyő-galambgomba. Az utóbbi színe ugyancsak lilás, azonban lemezei sárgák, és íze égetően csípős. A dióízű galambgomba lemezei üvegszerűen töredeznek és rozsdafoltosak lesznek. Tönkje is rozsdabarnás, kalapszíne veszélyesen hasonlít a gyilkos galócához, ezért gyűjtése fokozott figyelmet követel.